# 索洛图恩

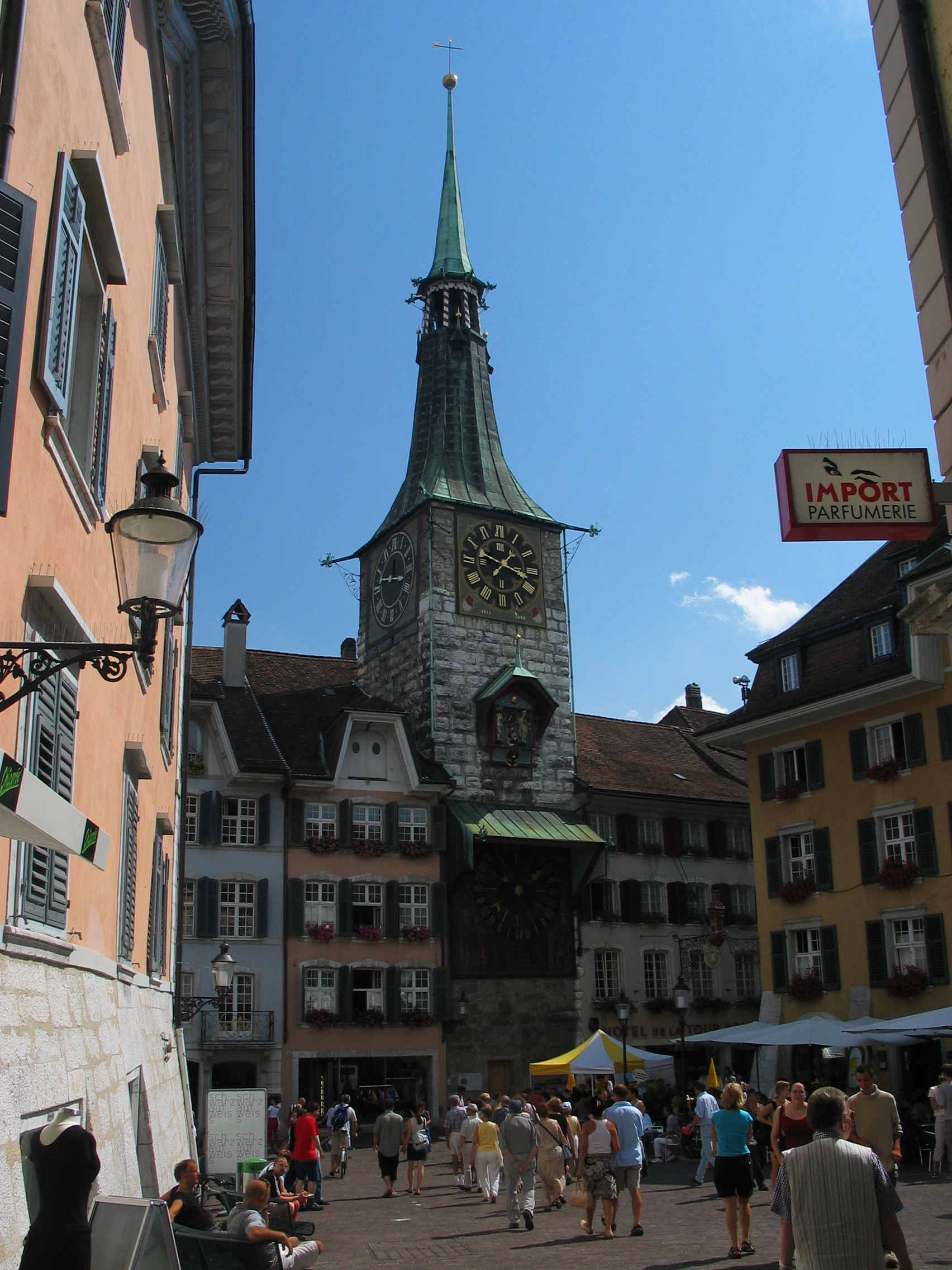
索洛图恩钟塔

索洛图恩（德語：Solothurn，發音：[ˈzoːlotʊrn] ⓘ，發音：[sɔlœʁ]，發音：[soˈletta]）位于瑞士西北部，是索洛图恩州的首府，面积6.29平方公里，2018年12月31日人口为16,773。

## 地理
索洛图恩海拔约430米，位于汝拉山脉的南麓。这座城市被阿勒河分成南北两部分。埃默河与阿勒河在城市东北方向交汇。
索洛图恩的面积为6.28平方公里，其中22.6%属于农业用地、2.7%是森林，69.6%是居住和市政用地，5.3%是水域（河流和湖泊）。
距离该城市较近的主要城市包括伯尔尼（41公里）、巴塞尔（75公里）和苏黎世（93公里）。

## 历史

### 史前文明
在1962年和1986年，在索洛图恩西部老城两次挖掘中发现了中石器时代的聚落遗址。因为罗纳河冰川留下的洪泛平原东部的冰碛山脊为游牧部落提供了一个合适的休息场所，不过在新石器时代早期这个聚落被废弃了。索洛图恩在青铜时代和前罗马的铁器时代没有任何发现。虽然索洛图恩这名字有很明显的凯尔特语来源，但是在城市地区并没有发现任何凯尔特人聚落的遗迹。

### 罗马时期
罗马人大约在1世纪进入附近区域，定居点可能建于15-25年左右，在兴建一个小型城堡之后，逐步在周围形成一个聚落。公元219年，索洛图恩第一次在供奉凯尔特女神艾波娜的石头上以vico salod的名字提及，证明了其凯尔特语渊源。之后改称为Salodrurum。索洛图恩的战略位置得益于其东南靠近莱茵河的位置。公元2-3世纪，聚落进一步扩张，可能已经覆盖现在的所有老城区。
罗马人在Salodurum建立了管理政府，包括两个市长（magistri）和一个六人学院（Seviri Augustales），当地驻扎着罗马第22军团的一个警卫分队。根据碑文记载，聚落内有一座朱庇特的神庙，一座阿波罗-奥古斯都神庙和一座祭坛，供奉罗马军队非常敬仰的凯尔特女神艾波娜。另外在街道上面还有罗马澡堂，在古城东端发现了骨灰盒和火葬墓地。大约从4世纪前半叶（325年）开始，罗马人开始在聚居地周围兴建城墙（约9米高、2-3米厚），这些古城墙的遗迹有不少保留至今。

### 中世纪早期
经历三世纪危机之后，Salodurum出现了一定的衰弱。通过现代的挖掘可以判断出两个定居点，一个是位于城堡的世俗定居点和位于城外罗马晚期墓地的宗教定居点。在西罗马帝国灭亡前，该地第一所教堂圣史蒂芬教堂建立。根据传说，大约在公元300年，罗马底比斯军团有两名士兵因为皈依基督教而在索洛图恩斩首，分别是圣乌苏斯和圣维克多。到了公元500元，勃艮第公主赛德勒乌巴（Sedeleuba）将圣维克多的遗骸带到了日内瓦，但是圣乌苏斯的骸骨仍然留在索洛图恩。公元9世纪左右，纪念圣乌苏斯的教堂已经建立。
9世纪，索洛图恩是洛塔林吉亚王国的一部分。洛塔林吉亚灭亡后，成为勃艮第二王国的一部分。1033年，勃艮第王国并入神圣罗马帝国，因此索洛图恩获得了一定的自治权。1038年，皇帝康拉德二世驾临索洛图恩，并为他的儿子亨利三世加冕。从这年一直到1052年，神圣罗马帝国皇帝不定时行幸索洛图恩。1127年，哲林根公爵买下索洛图恩，并在当地铸造硬币。1182年，哲林根任命的法官到达索洛图恩进行办公。1218年，哲林根家族断绝，该地成为神圣罗马帝国的直辖领地，即帝国自由城市。1252年，索洛图恩城市议会和市长在大体上维持独立状态，建立了一个贵族委员会协助统治，并拥有自己的旗印。1275年城名由Saluerre改成更接近现在的Solotren。

### 中世纪晚期
13世纪的时候，当地的贵族集团拥有对整个城镇较强的行政控制力，但是到了14世纪，以市民为代表的公会运动开始起势，并与贵族集团形成权力争夺。最终双方都各退一步，达成共同治理的状态。1350年左右，索洛图恩出现了一个长老议会（Altrat）（11名成员）和一个青年议会（Jungrat）（22名成员），市内11个公会分别推举1人进入长老议会和2人进入青年议会。这33名议员与市长一同行使政治权力。两个议会都是由城镇公民选举产生的，每年都会进行一次选举。虽然行业公会成员成为索洛图恩议会的主导者，但贵族仍然保留了一些权力，直到1459年，随着最后一批贵族消亡，议会的权力彻底被城市公会所掌握。
1295年，索洛图恩宣布与伯尔尼结成同盟，从而被视为瑞士邦联的一个部分（但尚未正式加入瑞士邦联）。1382年，哈布斯堡王朝的军队袭击了索洛图恩，并直接导致之后的森帕赫战役。哈布斯堡王朝惨败后撤退。1384年，哈布斯堡王朝宣布放弃索洛图恩的领土要求。索洛图恩趁此机会不断收购附近的领土，大致达到了现在的规模。
1481年，索洛图恩正式加入瑞士邦联。
中世纪市长和议员的联合选举导致了寡头政治的出现，并一直延续到了17世纪，普通市民的政治权利被大幅度压制。直到18世纪，市议会才重新获得部分权力。即便如此，索洛图恩在1682年宣布的公民法明确规定禁止新迁入索洛图恩的富裕家庭成员当选议员。1764年引入无记名投票程序之后，不少非贵族市民逐步通过选举加入了市议会。
在修建巴塞尔城门和三个圆形塔楼之外，从1667年开始，这座城市开始加固本身的防御工事，包括一个新扩建的城墙，将东部郊区也并入城中从而扩大了城市规模。1753年，修建了一所新的监狱，并且使用到20世纪。城内还设置有2个绞刑架，分别位于城市的东北和西南两侧。
从1530年到1792年，法国驻瑞士大使的所在地就是索洛图恩。

### 近现代
1798年法国入侵瑞士，索洛图恩在3月2日投降，由法国将军巴尔塔萨·绍恩伯格成立了临时政府。在新政府下面，索洛图恩原来的行政建制（Vogtei）被取消，改成了10个地区（district）。1803年，索洛图恩州与索洛图恩市行政分离，索洛图恩成为州府。1831年，索洛图恩州议会从之前的十一个行会中收回所有的政治权力。1842年，所有行会完成解散。1859年到1875年，根据联邦、州、市三级新宪法的实施，创建了市镇单位Einwohnergemeinde，代表索洛图恩全体市民。
1828年，巴塞尔主教迁移到索洛图恩并维持至今。
1922年，索洛图恩最著名的公司Ascom AG成立，不过当时只有15名工人。
1970年，索洛图恩授予女性投票权。
1974年，摇滚乐队Krokus在索洛图恩成立。
2018年11月26日，索洛图恩发生了一次严重火灾，导致七人丧生。

## 人口
截止2019年年底，索洛图恩拥有16933名居民，虽然是州府所在，但并非是本州最大城市（奥尔滕人口略多）。如果包含附近市镇的话，索洛图恩作为整体的聚居区大概有75000多人。虽然索洛图恩希望在2018年左右合并附近包括比伯里斯特在内的四个市镇（如果成功人口将直接到达42000人），但由于公投结果显示当地居民都不希望合并，最终无法实现。

### 宗教
索洛图恩居民传统上面信奉天主教。不过伴随着最近几个世纪的移民，新教也在此地站稳了脚跟。旧天主教会社区位于方济各修道院教堂。伊斯兰教和佛教传入当地则是在20世纪70年代以后。
2000年的统计表明，当地35.2%的居民信仰天主教，29.6%的居民信仰新教，5.9%信仰伊斯兰教。20.2%的居民表示他们没有任何信仰（不可知论或者无神论）。

### 移民
索洛图恩居留的外国人比例大约为21.4%，主要是来自意大利、前南斯拉夫地区、土耳其、斯里兰卡、泰国、德国和西班牙等国。

## 政治

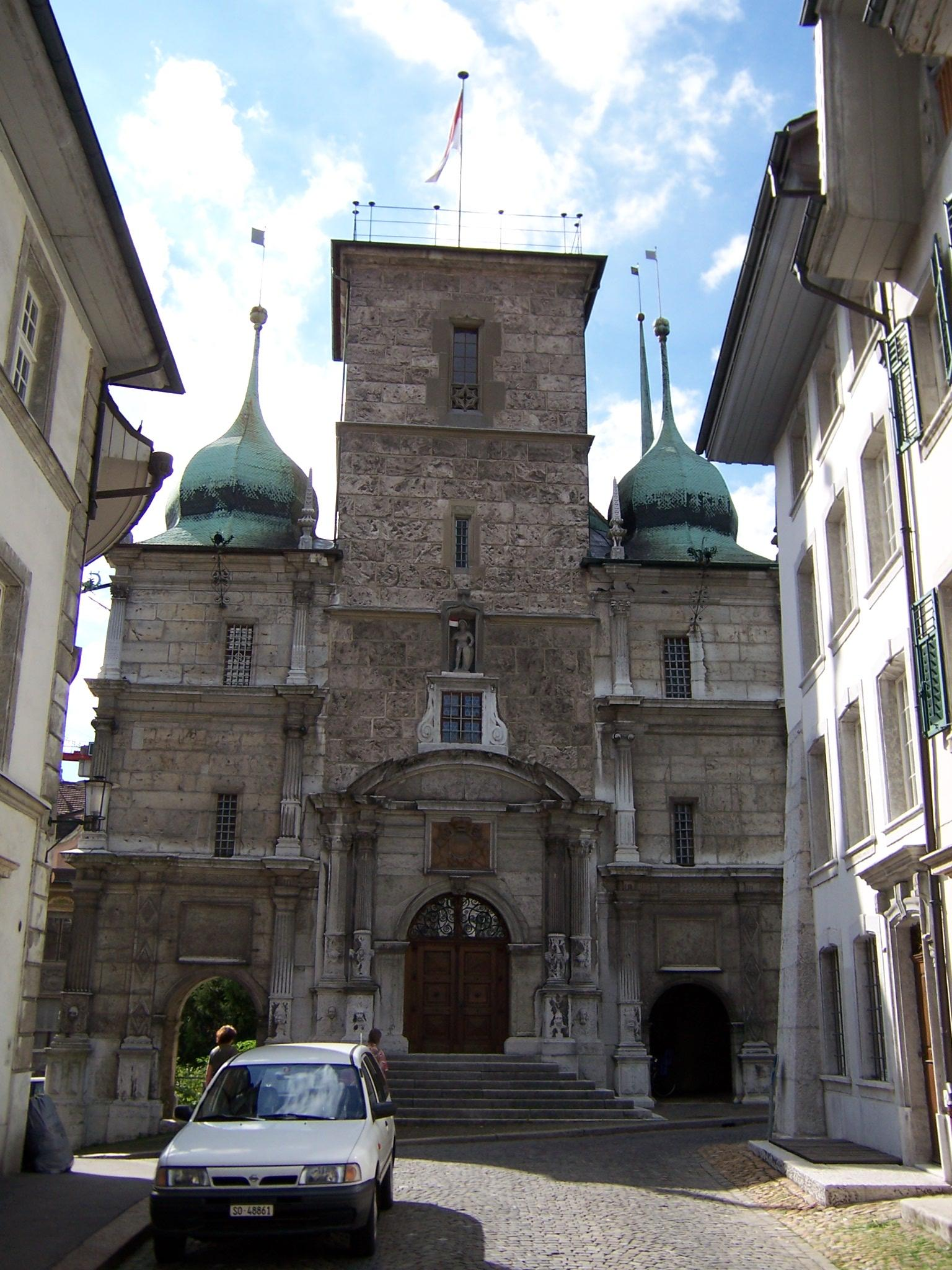
索洛图恩市政厅

### 立法
索洛图恩最高的立法机构是市政大会（Gemeindeversammlung），一般来说它每年都会在州政厅举行2-4次，理论上它对所有有投票权的索洛图恩市民开放，但实际上每次参与大会只有一小部分市民。

### 行政
索洛图恩最高的行政机构是市议会（Gemeinderat）。市议会由30名议员组成，选举方法为比例代表制。一般任期为四年。从2021年开始，市议会中席位最多的两个党是瑞士社会民主党和自民党.自由党（各8席）。还有一个市议会委员会（Gemeinderatskommission），一共由7名成员组成，包括一名市长（Stadtpräsident）。现任市长是库尔特·弗卢里（Kurt Fluri）（自民党.自由党）。

## 经济
截至2010年，索洛图恩的失业率约为4.6%。截止2008年，只有22名居民从事第一产业，涉及4家企业。有2587人从事第二产业，并有187家企业。就业人数最多的是第三产业，14381人，涉及到企业有1226家。女性劳动力占整体劳动力的46.9%。

## 文化
整体来看，索洛图恩是瑞士的一个区域文化中心，城内有一系列的文化设施，包括城市剧院、文化工厂（文化中心）、城堡、博物馆等等。其中比较著名的有瓦尔代格城堡、索洛图恩旧军械库博物馆、索洛图恩自然博物馆、索洛图恩艺术博物馆（内有塞尚、马蒂斯、雷诺阿、克里姆特、霍尔拜因等人的作品）。另外还有纪念波兰民族英雄塔德乌什·柯斯丘什科的柯斯丘什科博物馆（柯斯丘什科本人在1817年病逝于当地）。索洛图恩还设有市立管弦乐团。

### 索洛图恩与数字11
索洛图恩跟数字11之间有特殊的关系，这种关系的萌芽可能要追溯到中世纪，因为当时索洛图恩有11个有影响力的行会，参与组建两个管理市政的城市议会。另外索洛图恩也正好是第11个加入瑞士邦联的州。之后索洛图恩开始有意识地培养跟11之间的关系。
其中比较著名的关联包括有当地地标圣友尔苏士主教座堂正好有11个祭坛和11口教堂钟。通往教堂正门每一段有11个阶梯。城市的防御工事在拆除之前一共有11个堡垒。另外城内还设置一个特别的时钟（索洛图恩时钟），只显示11个小时。在自然博物馆中的傅科摆，以每小时11°的速度展示地球的自转。当地有一家啤酒厂叫Öufi Bier，其中Öufi就是索洛图恩方言的11。驻扎在索洛图恩附近的是瑞士第11步兵营（别号“索洛图恩营”）。

### “为索洛图恩缴费”
瑞士法语俚语Être chargé pour Soleure（本意为“为索洛图恩缴费”）指的是一种酩酊大醉的状态。因为索洛图恩一直是法国驻瑞士大使所在地，大使非常喜欢喝拉沃葡萄酒庄园产出的美酒，因此需要从莱芒湖穿过悬崖运河抵达索洛图恩，而在途中船员经常偷偷饮用这些葡萄酒，导致抵达索洛图恩的时候他们都是醉醺醺的状态。

## 运输
索洛图恩主要有索洛图恩中央车站、西火车站和阿尔曼德火车站三个火车站，但后两者只提供区域性交通服务。瑞士联邦铁路提供索洛图恩前往洛桑/日内瓦以及圣加伦/苏黎世方向的连接。另外的伯尔尼汝拉线路还可以经由穆捷通往松斯博-松布瓦勒。BLS公司提供经由埃默河谷通往图恩的路线。伯尔尼-索洛图恩区域交通公司可以提供前往伯尔尼的路线。

## 友好城市
- 德国海尔布隆
- 波蘭克拉科夫
- 瑞士勒朗德龙